# カンムリハナドリ科
カンムリハナドリ科（カンムリハナドリか、Paramythiidae）は、鳥類スズメ目の科である。
ニューギニアに生息する。

## 系統と分類
かつてはスズメ小目スズメ上科に分類されていたが、Baker et al. (2004) に基づきカラス上科に移された。

## 種と種
2属2種が属す。
- Oreocharis arfaki, Tit Berrypecker, パプアカラハナドリ
- Paramythia montium, Crested Berrypecker, カンムリハナドリ